# Sarah Thygesen
Sarah Katrine Thygesen (* 5. November 2003 in Esbjerg) ist eine dänische Fußballspielerin. Seit 2024 steht die Abwehrspielerin bei HB Køge unter Vertrag. Seit 2021 ist sie zudem dänische Nationalspielerin.

## Karriere

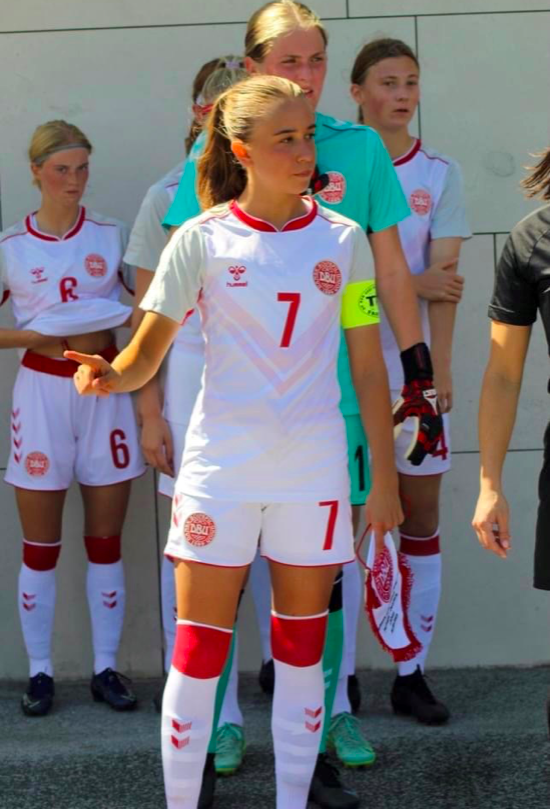
Thygesen für die dänische U19-Nationalmannschaft (2021)

### Vereine
Thygesen begann ihre fußballerische Laufbahn in ihrer Heimatstadt Esbjerg beim Stadtteilverein Jerne IF. Im Alter von 9 Jahre wechselte sie zum größeren Esbjerg fB, wo sie die Jugendmannschaften durchlief. Mit Erreichen der Spielberechtigung für die Damenmannschaft wechselte sie 2020 zu Kolding IF, lief dort aber zunächst auch noch für die Jugendmannschaften auf. Anfang 2021 unterschrieb sie ihren ersten Profivertrag. Am 6. März 2021 debütierte Thygesen sie für die erste Mannschaft beim 3:0-Sieg im Ligaspiel gegen Fortuna Hjørring. 2024 schloss sie sich HB Køge an.

### Nationalmannschaft
Thygesen absolvierte einige Spiele für dänische Nachwuchsmannschaften, wobei ihr auch erste Länderspieltore gelangen. Mit der U16-Nationalmannschaft nahm sie 2019 an einem UEFA-Turnier in Polen teil. Ihr Debüt für die A-Nationalmannschaft gab sie am 25. November 2021 beim 3:0-Sieg im WM-Qualifikationsspiel gegen Bosnien-Herzegowina. Weitere A-Länderspieleinsätze wurde bislang durch langwierige Verletzungen verhindert; von Dezember 2021 bis März 2022 und erneut von Oktober 2022 bis Oktober 2023 fiel sie mit einer Kreuzbandverletzung aus. Gleichwohl debütierte sie – noch immer spielberechtigt – 2024 für die dänische U23-Nationalmannschaft.